# Парижский говор
Парижский говор (фр. Parler parisien) — говор (патуа) французского языка, характерный для Парижа и его окрестностей.
Парижский говор относится к франсийскому диалекту французского языка, распространённому в зоне Парижского бассейна (Иль-де-Франс). Стандартный французский язык развился в основном на базе диалекта Иль-де-Франса. Следует отметить, что в современной Франции различия между диалектами французского языка незначительны — все они используются в качестве патуа (говоров), а в литературе — только для придания тексту регионального колорита.
В настоящее время понятие «парижский говор» подразумевает главным образом социолингвистические особенности. Выделяют два главных акцента внутри него: париго́ — речь простого народа из кварталов Менильмонтан и Бельвиль (именуемая самими французами «titi parisien»), и так называемый «буржуазный акцент» — говор 16 округа и районов Нёйи, Пасси, Отей. Акцент париго был широко распространён благодаря развитию кинематографа в 1930—1940-х годах, но в последнее время замещается молодёжными сленгами из пригородов. Буржуазный акцент является речью столичной образованной буржуазии. Это обусловлено тем, что Париж — столица Франции, где сосредоточено большое количество учебных заведений и национальных СМИ. В силу этого парижский говор, транслируемый по радио и телевидению, широко распространён как в самой Франции, так и в других франкоговорящих странах, в частности франкоязычном сообществе Бельгии, где тщательно контролируются французские СМИ, что способствует усреднению используемых форм французского языка и нивелирует разницу между его диалектами.

## Особенности парижского говора
- /k/ и /ɡ/ иногда палатализуются
- /ɑ͂/ стремится к [ɒ̃]
- /œ̃/ замещается /ɛ͂/, а произносится как [æ]
- /ɑ/ замещается /a/
- /ø/ и /ə/ произносятся как [ø]
- /a/ безударное стремится к [ɛ].